# Davide Mucelli
Davide Mucelli (né le 19 novembre 1986 à Livourne, en Toscane) est un coureur cycliste italien.

## Palmarès
- 2006
  - Circuito Valle del Resco
  - 3e du Gran Premio Industria del Cuoio e delle Pelli
- 2009
  - Coppa Sportivi Malvesi
  - Gran Premio Chianti Colline d'Elsa
  - Gran Premio Industria del Cuoio e delle Pelli
  - Trophée Rigoberto Lamonica
  - 3e du Grand Prix de la ville de Felino
  - 3e de Florence-Viareggio
- 2010
  - Trofeo Castelnuovo Val di Cecina
  - Coppa 29 Martiri di Figline di Prato
  - 2e de la Coppa Bologna
  - 2e du Trofeo Città di Lastra a Signa
  - 3e du Giro delle Valli Aretine
- 2011
  - Giro del Montalbano
  - Trofeo Tosco-Umbro
  - Giro del Valdarno
  - Gran Premio Madonna delle Grazie
  - 2e du Trofeo SC Corsanico
  - 2e du Gran Premio Comune di Cerreto Guidi
  - 2e de la Coppa Guinigi
  - 3e de la Coppa Bologna
  - 3e de la Gara Ciclistica Montappone
  - 3e du Circuit de Cesa
- 2013
  - Tour des Apennins
- 2014
  - 3e de l'Umag Trophy

## Classements mondiaux
| Année           | 2009 | 2010 | 2011 | 2012 | 2013 | 2014 |
| --------------- | ---- | ---- | ---- | ---- | ---- | ---- |
| UCI Europe Tour | 559e | 358e | nc   | 464e | 99e  | 272e |